# Красный Гай (Харьковская область)
Красный Гай (укр. Красний Гай) — село,
Изюмский сельский совет,
Боровский район,
Харьковская область.
Код КОАТУУ — 6321082005. Население по переписи 2001 г. составляет 1 (1/- м/ж) человек.

## Географическое положение
Село Красный Гай находится между сёлами Новый Мир и Ольговка на расстоянии около 1 км.

## История
- 1680 — дата основания.
- 2005 — ликвидация села[2].